# Okrug Cattaraugus, New York
Okrug Cattaraugus (engleski: Cattaraugus County) je okrug u američkoj saveznoj državi New York. Prema popisu stanovništva iz 2000. godine, u ovom okrugu živi oko 84.000 stanovnika. Sjedište okruga je Little Valley.

## Zemljopis
Okrug Broome nalazi se na jugozapadnom dijelu države New York, na granici s državom Pennsylvanijom.
Okruzi koji graniče s Cattaraugusom su:
- Erie, New York - na sjeveru
- Okrug Wyoming, New York - na sjeveroistoku
- Okrug Allegany, New York - na istoku
- Okrug McKean, Pennsylvania - na jugoistoku
- Okrug Warren, Pennsylvania - na jugozapadu
- Okrug Chautauqua, New York - na zapadu

## Stanovništvo
Prema popisu stanovništva iz 2000. godine, u okrugu Cattaraugus živjelo je 83.955 osoba u 32.023 kućanstva. 94,63% stanovništva okruga čine bijelci. Glavne etničke skupine su : Nijemci (26,8%), Irci (13,2%) i Englezi (11,3%).

## Vanjske poveznice
- Službena stranica okruga